# Merian C. Cooper
Merian Caldwell Cooper (24 de octubre de 1893 - 21 de abril de 1973) fue un director, productor, guionista y aviador estadounidense, así como oficial de la Fuerza Aérea de los Estados Unidos y de la Fuerza Aérea de Polonia.

## Familia
Sus padres fueron John C. Cooper y Mary Caldwell, de ascendencia inglesa, siendo el menor de tres hermanos. La familia eran hacendados de grandes plantaciones en Jacksonville, Florida en el sur estadounidense.: 6  Su hermano mayor, John Cobb Cooper, llegaría a ser un reconocido jurista en el campo del derecho aeroespacial internacional.
Cooper estudió en la escuela Lawrenceville, una institución tipo internado en el Condado de Mercer (Nueva Jersey), graduándose en 1911.: 19 

## Carrera militar
Al comenzar la Primera Guerra Mundial, Cooper abordó a escondidas un buque que hizo puerto en Londres. Los servicios británicos lo hallaron sin documentación y lo deportaron de vuelta a su país.: 6  Merian Caldwell Cooper ingresó Academia Naval de los Estados Unidos en 1912 pero fue expulsado durante su último año por desorden de conducta y por defender el poder aéreo durante la guerra. En 1916 se unió a la Guardia Nacional de Georgia para ayudar en la persecución de Pancho Villa en México.: 6  Trabajó brevemente para un periódico en El Paso mientras estuvo de baja del servicio militar. Después de regresar a la Guardia Nacional estadounidense, Cooper fue nombrado teniente. Sin embargo, rechazó el rango con la esperanza de participar en combate militar. En cambio, fue enviado a la Escuela de Aeronáutica Militar de Atlanta para aprender a volar graduándose como el mejor de su clase.: 24-25 

### Primera Guerra Mundial
En octubre de 1917, seis meses después de la entrada estadounidense en la Primera Guerra Mundial, Cooper fue al frente occidental con el Escuadrón 201.: 6  Asistió a la escuela de vuelo en Issoudun. Mientras volaba con un amigo, Cooper se golpeó la cabeza en medio vuelo quedando inconsciente durante una caída de 200 pies. Después del incidente, Cooper sufrió un shock traumático que le obligó a tener que volver a aprender a volar. Cooper solicitó ir a Clermont-Ferrand para formarse como piloto tipo bombardero. Se convirtió en piloto del 20.º Escuadrón Aero (llamado luego Grupo de Bombardeo del 1.º Día).: 26–27 
Cooper sirvió como piloto del bombardero DH-4 en el Servicio Aéreo del Ejército de los Estados Unidos durante la Primera Guerra Mundial. El 26 de septiembre de 1918, su avión fue derribado. El avión se incendió y Cooper hizo girar el avión para apagar las llamas. Cooper sobrevivió, aunque sufrió quemaduras en sus manos y piernas. Los soldados alemanes vieron aterrizar su avión y lo llevaron a un hospital de reserva para prisioneros.: 8,38–41  El ejército lo creía muerto, pero los alemanes lo capturaron y lo tomaron como prisionero de guerra y el certificado de defunción fue enviado a la familia de Cooper. El padre de Cooper recibió una carta de Merian aproximadamente al mismo tiempo que llegó el certificado de defunción. Merian C. Cooper envió la copia al ejército con la anotación en la parte superior: "En el lenguaje de Mark Twain, tu muerte ha sido muy exagerada". Cooper se mantuvo hospitalizado hasta un mes después del Armisticio del 11 de noviembre de 1918 después de lo cual retornó con su unidad militar.: 6  Por su heroísmo, Cooper fue galardonado la Cruz por Servicio Distinguido.: 6 
Cooper permaneció en el Servicio Aéreo después de la guerra; ayudó con la Administración de Alimentos de Estados Unidos de Herbert Hoover que proporcionó ayuda a Polonia. Más tarde se convirtió en jefe de la división de Polonia. 
Desde finales de 1919 hasta el Tratado de Riga de 1921 fue miembro voluntario de un escuadrón de vuelo, el Kościuszko Squadron, que apoyaba al Ejército de Polonia durante la guerra Polaco-Soviética. El 26 de julio de 1920, fue derribado de su avión y permaneció cerca de nueve meses en un campo de prisioneros de guerra soviético. Se escapó del mismo hacia Letonia justo antes de terminar la guerra. Fue condecorado por el comandante en jefe Józef Piłsudski con la condecoración militar Orden Virtuti Militari.
Aunque ya estaba exonerado del servicio militar por su edad en la Segunda Guerra Mundial, se alistó y fue comisionado como coronel de las Fuerzas Aéreas del Ejército de los Estados Unidos, prestando servicio en China a las órdenes del General Claire Chennault en el escuadrón de voluntarios conocido como los Tigres Voladores.

### Escuadrón Kościuszko
Desde fines de 1919 hasta el Tratado de Riga de 1921, Cooper fue miembro de un escuadrón de vuelo voluntario estadounidense, el Escuadrón Kościuszko, que apoyó al ejército polaco en la guerra polaco-soviética. El 13 de julio de 1920, su avión fue derribado y pasó casi nueve meses en un campo de prisioneros de guerra soviético  donde el escritor Isaac Babel lo entrevistó.  Escapó justo antes de que terminara la guerra y llegó a Letonia. Por su valor fue condecorado por el comandante en jefe polaco Józef Piłsudski con la más alta condecoración militar polaca, los Virtuti Militari.

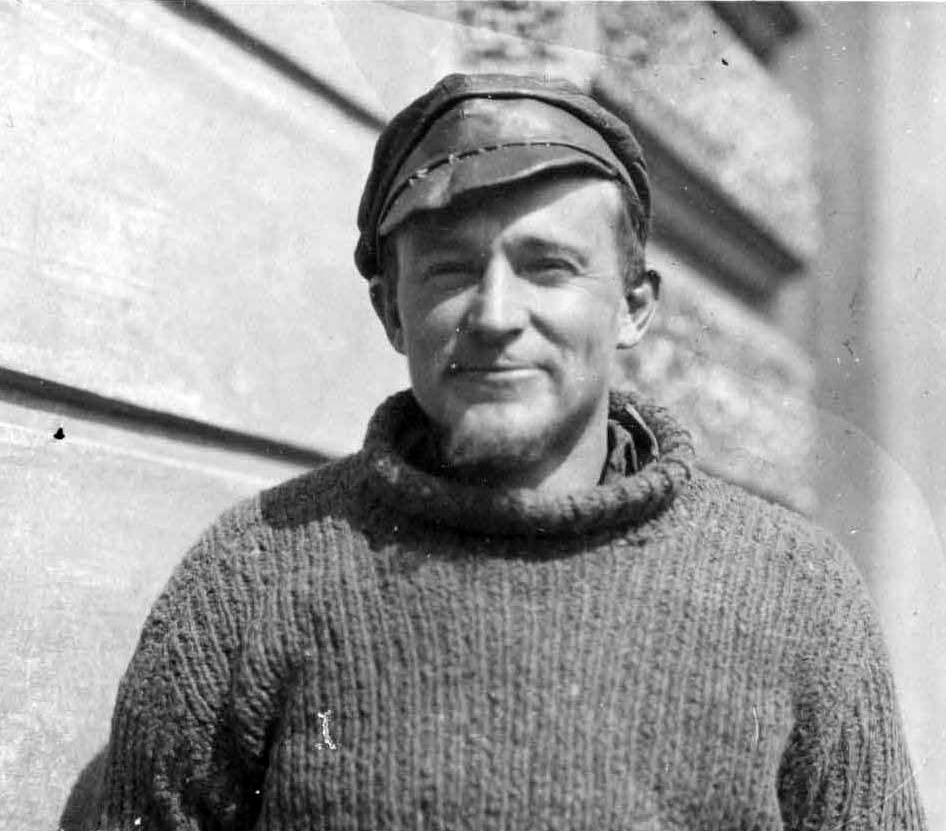
Cooper en la frontera con Letonia después de escapar del campo de prisioneros de guerra soviético.

Mientras servía como prisionero de guerra, Cooper escribió una autobiografía: Cosas por las que mueren los hombres. El manuscrito fue publicado por GP Putnam's Sons en Nueva York (Knickerbocker Press) en 1927. Sin embargo, en 1928, Cooper lamentó haber revelado ciertos detalles sobre "Nina" (probablemente Małgorzata Słomczyńska) con quien tenía relaciones prenupciales. Cooper le pidió a Dagmar Matson, que tenía el manuscrito, que comprara todas las copias posibles del libro. Matson encontró casi las 5.000 copias que se habían impreso. Los libros fueron destruidos, mientras que Cooper y Matson se quedaron con una copia cada uno.
Una película polaca de entreguerras dirigida por Leonard Buczkowski, Gwiaździsta eskadra (El escuadrón estrellado), se inspiró en las experiencias de Cooper como oficial de la Fuerza Aérea Polaca. La película se realizó con la cooperación del ejército polaco y fue la película polaca más cara en producirse antes de la Segunda Guerra Mundial. Después de la Guerra, los soviéticos destruyeron todas las copias de la película que encontraron en Polonia. 

## Carrera profesional
Cooper comenzó su vida exploradora inspirado por historias y novelas de aventuras incluyendo reportes de las expediciones de Paul du Chaillu en África occidental cercanas al ecuador.: 6  Cooper dirigió RKO Pictures antes y después de prestar servicio durante la Segunda Guerra Mundial. En 1927 trabajó con Ernest B. Schoedsack en la película Chang: A Drama of the Wilderness. También se desempeñó como vicepresidente a cargo de la producción de Pioneer Pictures de 1934 a 1936, y como vicepresidente de Selznick International Pictures en 1936 y 1937, antes de pasar a la Metro-Goldwyn-Mayer. 
Cooper es mayormente recordado por su trabajo en la película de 1933 King Kong, siendo el creador del personaje del mismo nombre. Cooper conoció a Delos W. Lovelace, el autor de la novela, poco después de terminar su servicio militar con la naval estadounidense. Ambos trabajaban como reporteros de un periódico de Minneapolis.

### Cooper y Schoedsack
Al concluirla guerra, Cooper volvió a Europa para ayudar a proveer alivio a las ciudades devastadas. En camino a una asignación en Varsovia en febrero de 1919 Cooper pasó por Viena donde conoció a Ernest B. Schoedsack quien después de ejercer como fotógrafo durante la guerra, se dedicaba igual que Cooper a dar socorro a las regiones afectadas por el desamparo.: 7  Después de regresar del extranjero en 1921, Cooper consiguió empleo en el turno de noche para el The New York Times. Le encargaron escribir artículos para la revista Asia. Cooper pudo viajar con Ernest B. Schoedsack en un viaje por mar en el Wisdom II. Como parte del viaje, llegó a Abisinia, del imperio etíope, donde conoció a su príncipe regente, Ras Tefari, más tarde conocido como Emperador Haile Selassie. El barco salió de Abisinia en febrero de 1923. De camino a casa, la tripulación estuvo a punto de ser atacada por piratas y el barco fue incendiado.: 81–83,95–104  Su serie de tres partes para el artículo Asia se publicó en 1923.: 106 
Después de regresar a casa, Cooper fue empleado como investigador para la Sociedad Geográfica Estadounidense . En 1924, Cooper se unió a Schoedsack y Marguerite Harrison, quienes se habían embarcado en una expedición que se convertiría en la película Grass (1925).: 111 Regresaron más tarde ese mismo año. Cooper se convirtió en miembro del Explorers Club de Nueva York en enero de 1925 y se le pidió que diera conferencias y asistiera a eventos debido a sus numerosos viajes. Grass fue adquirida por Paramount Pictures . La primera película de Cooper y Schoedsack llamó la atención de Jesse Lasky, quien encargó al dúo su segunda película, Chang (1927). También produjeron la película Las cuatro plumas, : 132–137,162 que fue filmado entre las tribus combatientes del Sudán. Estas películas combinaron metraje real con secuencias escenificadas.

### Aerolíneas Panamericanas
Entre 1926 y 1927, Cooper discutió con John Hambleton los planes para Pan American Airways, que se formularon durante 1927.: 180 Cooper fue miembro de la junta directiva de Pan American Airways. Durante su liderazgo para Pan Am, la compañía estableció el primer servicio transatlántico programado regularmente. Mientras servía en la junta directiva de Pan Am, Cooper tomó un tiempo entre 1929 y 1930 para trabajar en el gui0n de King Kong. En 1931, estaba de regreso en Hollywood.: 182,183 Dimitió de la junta directiva de la erolínea en 1935, alegando complicaciones de salud.: 258 

### King Kong
En el libro de su juventud, Explorations and Adventures in Equatorial Africa se relata de un gorila gigante y feróz que atacó a una aldea, historia que facinó a Cooper.: 6  Cooper dijo que ideó la historia de King Kong después de haber soñado que un gorila gigante estaba aterrorizando a la ciudad de Nueva York. Cuando despertó, grabó la idea y la utilizó para la película. Iba a hacer que un gorila gigante luchara contra un dragón de Komodo u otro animal, pero descubrió que la técnica de entrelazado que quería utilizar no proporcionaría resultados realistas.: 194 

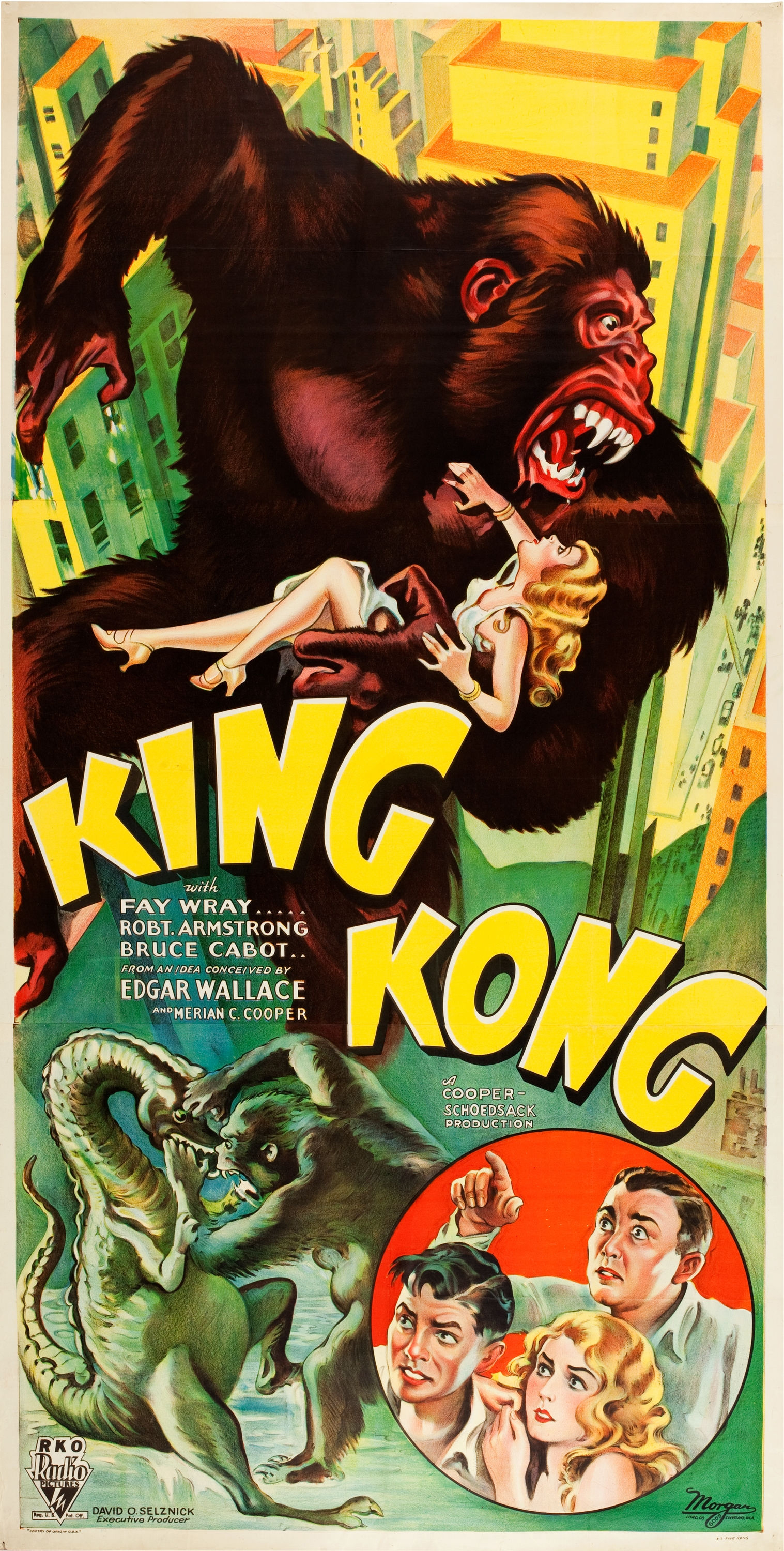
Cartel de la película King Kong.

Cooper necesitaba un estudio de producción para la película, pero reconoció el gran coste de la película, especialmente durante la Gran Depresión. Cooper colaboró con David Selznick para conseguir un espacio en RKO Pictures, la cual atravesaba dificultades económicas. Selznick fue nombrado vicepresidente de RKO y le pidió a Cooper que se uniera en septiembre de 1931, aunque hasta el momento sólo había producido tres películas en su carrera.: 202–203  Cooper comenzó a trabajar como asistente ejecutivo a los treinta y ocho años. : 74 Lanzó oficialmente la idea de King Kong en diciembre de 1931. Poco después empezó a buscar actores y a construir decorados a gran escala, aunque el guin aún no estaba completo.: 207–208 
Coincidiendo con la producción de King Kong se produjo la realización de El juego más peligroso, que comenzó en mayo de 1932. Cooper trabajó una vez más con Schoedsack para producir la película.: 214 

### Pioneer Pictures, Selznick International Pictures y Metro-Goldwyn-Mayer
Cooper ayudó a los primos Whitney a formar Pioneer Pictures en 1933, mientras todavía trabajaba para RKO. : 254 Fue nombrado vicepresidente a cargo de producción de Pioneer Pictures en 1934. Utilizaría Pioneer Pictures para probar sus innovaciones en tecnicolor. La empresa contrató a RKO para cumplir con las obligaciones de Cooper con la empresa, incluidas Ella y Los últimos días de Pompeya . Más tarde, Cooper se refirió a Ella como "la peor película que he hecho".  : 259, 263 
Después de estas decepciones, Pioneer Pictures estrenó un cortometraje en tecnicolor de tres tiras llamado La Cucaracha, que tuvo una buena acogida. La película ganó un Premio de la Academia en 1934. Pioneer estrenó el primer largometraje en tecnicolor, Becky Sharp en 1935.  : 267–269 Cooper ayudó a defender y allanar el camino para la tecnología innovadora del tecnicolor,  así como para el proceso de pantalla ancha llamado Cinerama.
Selznick formó Selznick International Pictures en 1935 y Pioneer Pictures se fusionó con ella en junio de 1936.  : 269, 274 Cooper fue elegido vicepresidente de Selznick International Pictures ese mismo año.  Cooper no se quedó mucho tiempo con la empresa; dimitió en 1937 debido a desacuerdos sobre la película la diligencia. : 275 
Después de separarse de Selznick International, Cooper se trasladó a Metro-Goldwyn-Mayer (MGM) en junio de 1937. Cooper participó en la película de fantasía War Eagles. La película, que habría utilizado numerosos efectos especiales, fue abandonada aproximadamente en 1939 y nunca se terminó. Cooper volvió a la Fuerza Aérea del Ejército poco después. : 276–281 

### Segunda Guerra Mundial
Cooper se volvió a alistar y fue nombrado coronel de las Fuerzas Aéreas del Ejército de EE. UU. Sirvió con el coronel Robert L. Scott en la India donde también trabajó como enlace logístico para Doolittle Raid . A partir de entonces, Cooper y Scott trabajaron con el coronel Caleb V. Haynes en el aeródromo de Dinjan. Todos participaron en el establecimiento del Comando de Transbordadores Assam-Birmania-China. Esto marcó los inicios de The Hump Airlift.
Posteriormente, el coronel Cooper sirvió en China como jefe de personal de la general Claire Chennault de la Fuerza de Tarea Aérea de China, que fue la precursora de la Decimocuarta Fuerza Aérea .  El 25 de octubre de 1942, una incursión de la CATF compuesta por 12 B-25 y 7 P-40, dirigida por el coronel Cooper, bombardeó con éxito los muelles de Kowloon en Hong Kong. 
Sirvió de 1943 a 1945 en el suroeste del Pacífico como jefe de personal del Comando de Bombarderos de la Quinta Fuerza Aérea. Al finalizar la guerra fue ascendido a general de brigada. Por sus contribuciones, fue uno de los que estuvo a bordo del USS Missouri para presenciar la rendición de Japón. 

### Imágenes y cinerama de Argosy
Cooper y su amigo y colaborador, el destacado director John Ford, formaron Argosy Productions en 1946  y produjeron películas tan notables como Wagon Master (1950), : 112 Fort Apache de Ford (1948) y Ella llevaba una cinta amarilla (1949). Las películas de Cooper en Argosy reflejaron su patriotismo y su visión de los Estados Unidos. : 321 
Argosy negoció un contrato con RKO en 1946 para realizar cuatro películas. Cooper también produjo y dirigió Mighty Joe Young, que reclutó a Schoedsack como director. Cooper visitó el set de la película todos los días para comprobar el progreso.  : 335, 340–342 
Cooper dejó Argosy Pictures para continuar con el proceso de Cinerama. : 350 Fue nombrado vicepresidente de Cinerama Productions en la década de 1950 y también fue elegido miembro de la mesa directiva. Después de no poder convencer a otros miembros de la junta para financiar técnicos calificados, Cooper dejó Cinerama con Cornelius Vanderbilt Whitney para formar CV Whitney Productions. Cooper continuó delineando películas que se filmarían en Cinerama, pero CV Whitney Productions solo produjo pocas películas.  : 355–358 Cooper fue el productor ejecutivo de The Searchers (1956) de Ford.: 117 

## Premios y distinciones
Premios Óscar
| Año  | Categoría        | Resultado |
| ---- | ---------------- | --------- |
| 1953 | Óscar honorífico | Ganador   |